# Kronos
V grški mitologiji je bil Kron ali Kronos (iz grščine Κρόνος, Krónoς) vodja in najmlajši iz prve generacije Titanov, božjih potomcev Urana, nebo in Gaje, zemlja. Odstavil je očeta in vladal v mitološki zlati dobi, dokler ga ni zrušil lastni sin Zevs in zaprl v Tartar. Po Platonovih besedah pa so bila božanstva Forkus, Kronos in Rea najstarejši otroci Okeana in Tetide.
Kronos je bil po navadi upodobljen s harpē (ἅρπη - meč s srpasto štrlino vzdolž enega roba blizu konice rezila), koso ali srpom, ki je bil instrument, s katerim je kastriral in odstavil svojega očeta Urana. V Atenah je dvanajsti dan atiškega meseca Hekatombaion v počastitev Kronosa potekal festival, imenovan Kronia, v počastitev žetve, kar kaže na to, da je zaradi povezanosti s krepostno zlato dobo Kronos še naprej predsedoval kot pokrovitelj žetve.
V rimski mitologiji ga imenujejo Saturn.
Poročen je s svojo sestro Reo, s katero je imel mnogo otrok. Med njimi so bili Hestija, Demetra, Hera, Had, Pozejdon in Zevs. To je dvanajst bogov Olimpa.
Ker mu je bilo prerokovano, da ga bo s prestola vrgel eden od njegovih potomcev, je vse, razen Zevsa, požrl. Rea je na skrivaj rodila Zevsa na Kreti, Kronosu pa dala kamen zavit v plenico, znan tudi pod imenom Omfalos (popek sveta), ki ga je v trenutku požrl, misleč da je njegov sin. Rea naj bi skrivala Zevsa v jami na gori Ida, Kreta.
Nekatere zgodbe govorijo, da je za mladega Zevsa skrbela nimfa oz. ovca Amalteja (ta je imela rog, napolnjen z vsakovrstnim sadjem, granatnimi jabolki, grozdjem; imenovan tudi rog izobilja) skupaj s Kreti op p. (Κουρητες, Kourêtes), oboroženimi moškimi plesalci, ki so kričali in ploskali, da so s hrupom zakrili otroški jok pred Kronosom. Ena od verzij govori, da je Zevsa vzgajala babica Gaja; druga, da je zanj skrbela nimfa Adamanteja.
Ko Zevs odraste, dobi od boginje Metis čarobno travo, zaradi katere Kronos izbljuva svoje otroke. Druga različica govori o tem, da Zevs prereže Kronosu trebuh.

## Kronos, bog časa
Kronos, tudi Hronos (grško: Χρόνος, [kʰrónos], novogrško [ˈxronos]); Pomen - 'čas'), je poosebitev časa v predsokratski filozofiji in poznejši literaturi.
Kronos je bil že v antiki zaradi podobnosti v imenih zamešan s Titanom Kronosom ali morda zavestno identificiran z njim. Identifikacija je postala bolj razširjena v času renesanse, kar je povzročilo pristop k »očetu časa«, ki je imel v rokah žetev.
V grško-rimskih mozaikih je bil upodobljen kot človek, ki obrača zodiakalno kolo. Kronos je lahko v nasprotju z božanstvom Ajon kot ciklični čas. Ajon (grško: Αἰών) je helenistično božanstvo, povezano s časom, kroglo ali krogom, ki zajema vesolje, in zodiakom. 'Čas', ki ga predstavlja Ajon, je neomejen, za razliko od Kronosa kot empiričnega časa, razdeljenega na preteklost, sedanjost in prihodnost.
Kronos, bog časa, je po navadi prikazan kot star, moder mož z dolgo, sivo brado, podoben očetu Timeu. V nekaterih grških virih je Kairos omenjen kot Kronosov brat. Drugi viri pa poudarjajo, da je njegov sin.